# GTxN/M/S

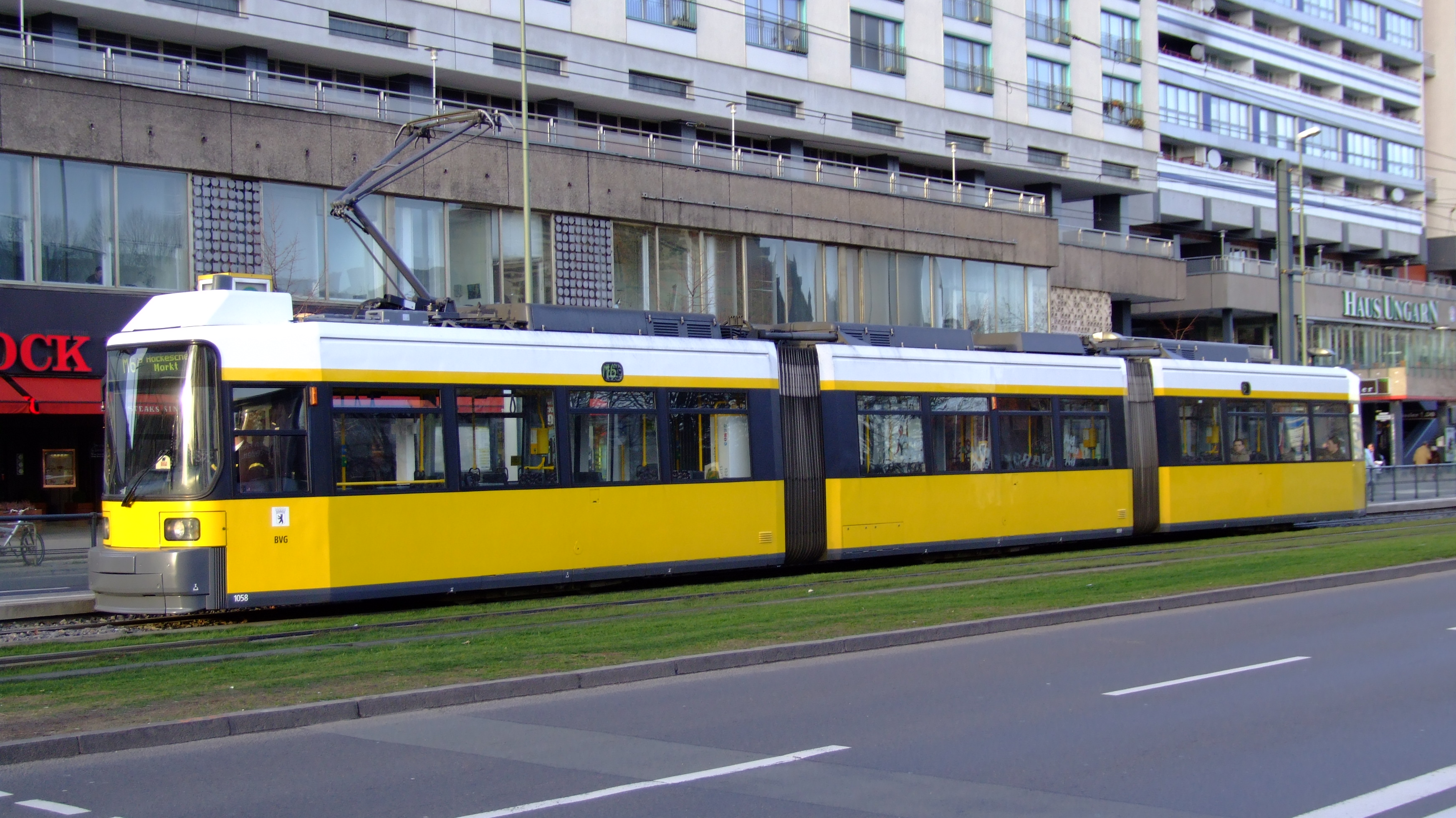
GT6N in Berlin

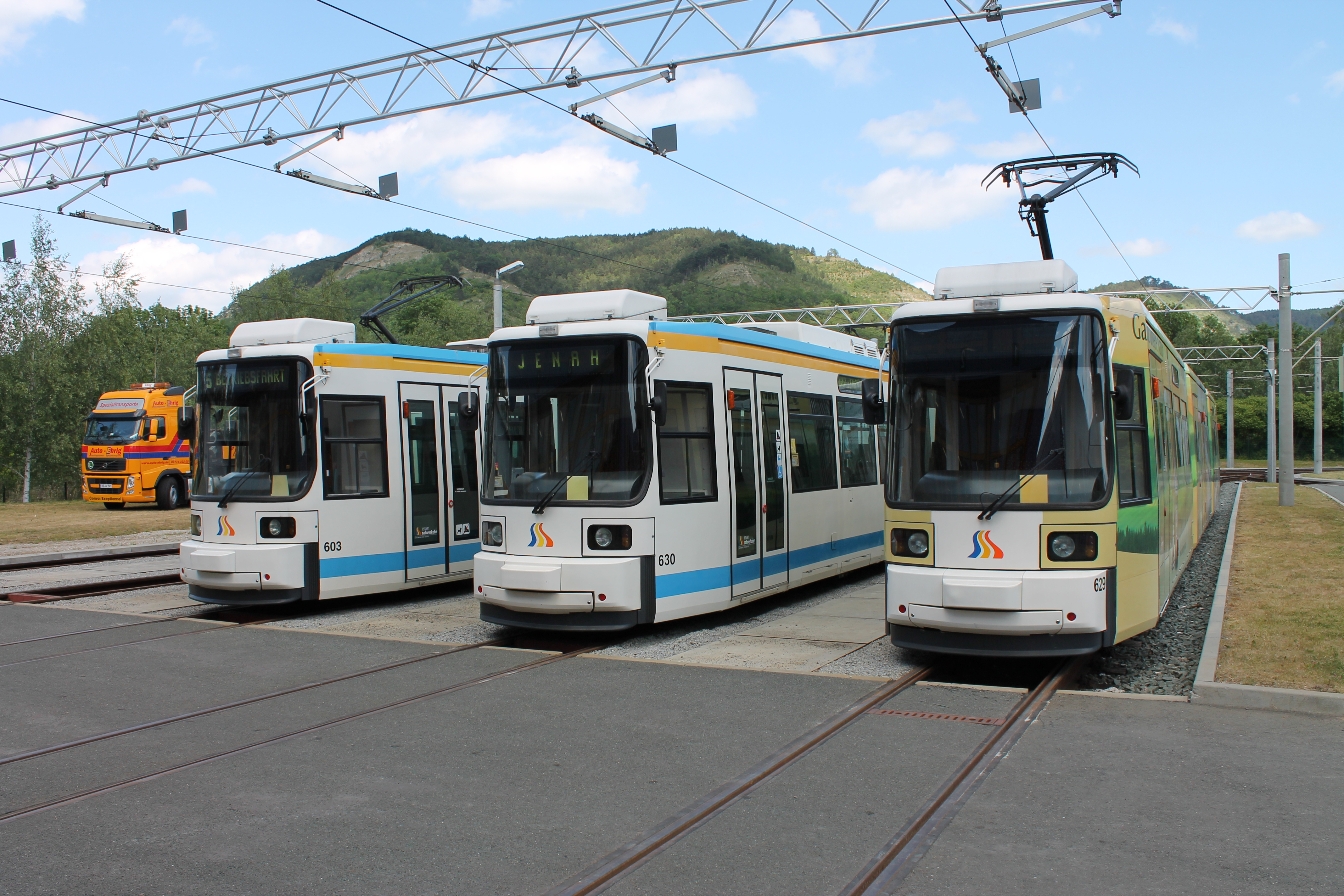
3 GT6M-ZR in Jena

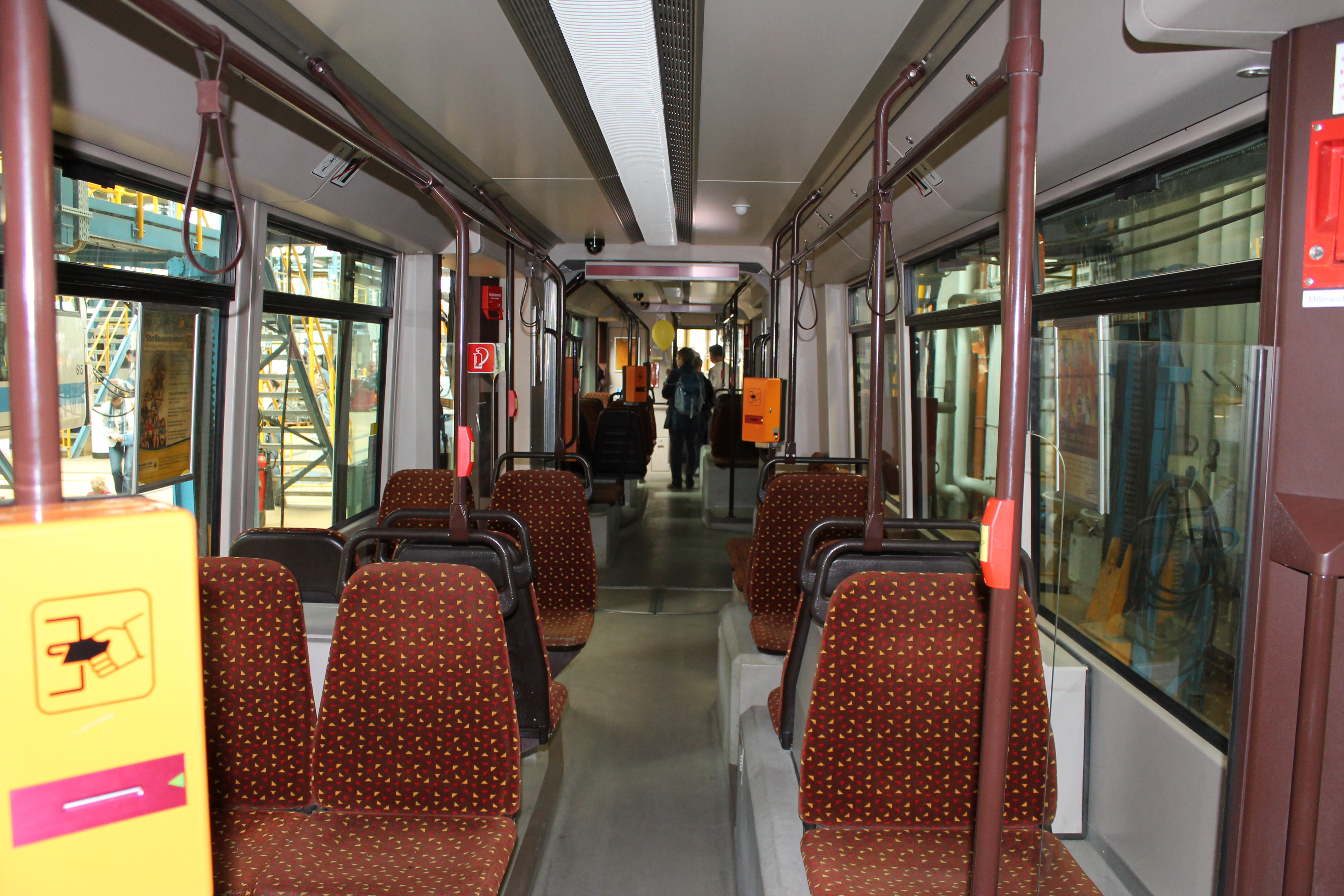
Innenausstattung

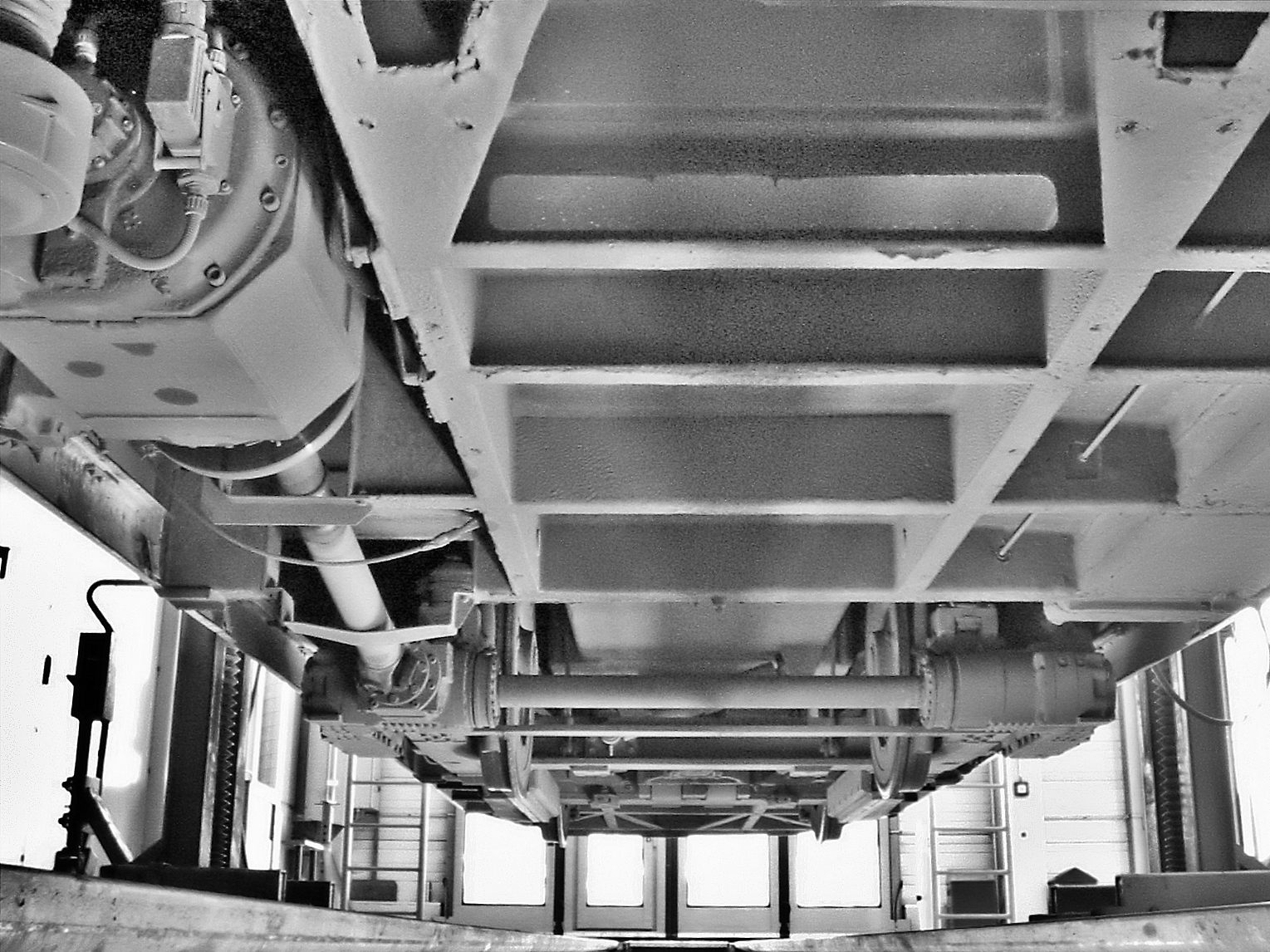
Unteransicht mit Motor, Kardanantrieb und Drehgestell (Meterspurversion)

Als GTxN/M/S/K (Gelenk-Triebwagen mit x Achsen für Normalspur/Meterspur/Schmalspur/Kapspur) wird ein Niederflur-Straßenbahn-Typ bezeichnet, der von MAN und von AEG hergestellt und verkauft wurde. In den folgenden Jahren wurden die Fahrzeuge von Adtranz bzw. Bombardier produziert. Dem technischen Grundkonzept nach handelt es sich um einen Niederflur-Kurzgelenkwagen.
Der normalspurige Prototyp wurde 1989 von MAN/AEG für Bremen hergestellt. Drei weitere folgten 1990 (der erste) und 1991 (die beiden anderen) für München. 1993 wurde für Augsburg der meterspurige Prototyp von MAN/AEG hergestellt.
Alle von der AEG in Serienproduktion hergestellten Fahrzeuge sind werkseitig mit einem Hublift oder einer Rollstuhlrampe ausgestattet.
Die ersten Fahrzeuge wurden 1989 gebaut, die letzten verließen 2009 die Werkhallen. In der dritten Generation wurden die Fahrzeuge zwischen 2005 und 2021 gebaut.

## Erste Generation

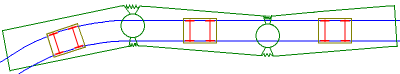
Fahrverhalten eines GT6N/M/S beim Kurveneinlauf

Der bekannte Niederflurwagen Typ „Bremen“ (GTxN/M/S) entstand in Ableitung des 1959 bei Hansa Waggonbau in Bremen entwickelten Kurzgelenkwagens in mehreren Schritten. Ende der 1980er Jahre interessierten sich die Verkehrsbetriebe in Bremen und München für eine Weiterentwicklung des Kurzgelenkwagens zu einem zeitgerechten Niederflurwagen. An Beiwagen hatte man kein Interesse mehr, da sie aus Sicherheitsgründen nicht beliebt sind. 1985 baute MAN GHH einen Bremer Gelenktrieb- und einen Gelenkbeiwagen in den dreiteiligen Versuchsträger mit der Nummer 561 um. Mit den Erfahrungen konstruierte man dann Ende der 1980er Jahre die ebenfalls dreiteiligen Prototypen des Niederflurwagens Typ GT6N.
Um den Durchgang auch im Bereich der Drehgestelle niederflurig bei 350 mm über der Schienenoberkante gestalten zu können, wurden Radsätze ohne durchgehende Radsatzwelle gewählt. Es ist dabei jedes Drehgestell mit einem angetriebenen und einem antriebslosen Radpaar ausgeführt. Dasjenige ohne Antrieb ist dabei ein typischer Losradsatz, die Räder sind also gegeneinander verdrehbar und erzeugen keinen Sinuslauf. Die Antriebsräder dagegen sind über Getriebe und eine unter dem Wagenboden liegende Welle torsionssteif verbunden. Damit der Antrieb lediglich der Hälfte der Radsätze ausreicht, sind die Drehgestelle nicht exakt mittig unter den Wagenkästen platziert und asymmetrisch belastet, so dass mehr Last auf den Antriebsrädern liegt, wodurch 65 % Antriebs-Adhäsion erreicht werden. Die Motoren befinden sich nicht im Drehgestell, sondern sind an den Wagenkästen befestigt und treiben die Radsätze über eine Gelenkwelle an. Sie befinden sich jeweils an einem Ende eines Wagenteils seitlich. Somit gibt es im Gegensatz zu anderen Niederflurfahrzeugtypen nicht nur Radkästen, sondern auch Motorkästen, welche die Türanordnung und die Aufteilung des Fahrgastraums zusätzlich einschränken. Insbesondere können sich bei Fahrzeugen mit beidseitigen Türen nur an einer Stelle je Wagenteil zwei Türen einander direkt gegenüber befinden.
In der dreiteiligen Variante ist das vordere Gelenk nicksteif und das hintere nickbeweglich ausgeführt, so dass das Fahrzeug ein stabiles Nickverhalten aufweist, aber auch Kuppen und Wannen befahren kann. Beim Bremer GT8N sind das vordere und das hintere Gelenk nickbeweglich und das in der Mitte nicksteif ausgeführt.
| GT4N-ZR/GT4K-ZR/GT6M/GT6M-ZR/GT6N/GT6N-ZR/GT6S/GT8N | GT4N-ZR/GT4K-ZR/GT6M/GT6M-ZR/GT6N/GT6N-ZR/GT6S/GT8N | GT4N-ZR/GT4K-ZR/GT6M/GT6M-ZR/GT6N/GT6N-ZR/GT6S/GT8N | GT4N-ZR/GT4K-ZR/GT6M/GT6M-ZR/GT6N/GT6N-ZR/GT6S/GT8N | GT4N-ZR/GT4K-ZR/GT6M/GT6M-ZR/GT6N/GT6N-ZR/GT6S/GT8N | GT4N-ZR/GT4K-ZR/GT6M/GT6M-ZR/GT6N/GT6N-ZR/GT6S/GT8N |                               |
| --------------------------------------------------- | --------------------------------------------------- | --------------------------------------------------- | --------------------------------------------------- | --------------------------------------------------- | --------------------------------------------------- | ----------------------------- |
| Typen:                                              | GT4N-ZR                                             | GT4K-ZR                                             | GT6N/M/S                                            | GT6N/M-ZR                                           | GT8N                                                |                               |
| Baujahre:                                           | 1997–2009                                           | 2002–2006                                           | 1989–1997                                           | 1995–2003                                           | 1993–1996                                           |                               |
| Anzahl:                                             | 7                                                   | 12                                                  | 237                                                 | 94                                                  | 78                                                  |                               |
| Hersteller:                                         | Adtranz, Niigata Transys                            | Bombardier, Niigata Transys                         | MAN, AEG, Adtranz, Bombardier                       | MAN, AEG, Adtranz, Bombardier                       | MAN, AEG, Adtranz, Bombardier                       | MAN, AEG, Adtranz, Bombardier |
| Wagenkastenlänge:                                   | 18.550 mm                                           | 18.000 mm (Okayama) 18.400 mm                       | 26.800 mm                                           | 26.500 mm (N) 26.800 mm (M)                         | 35.400 mm                                           |                               |
| Wagenkastenbreite:                                  | 2.350 mm                                            | 2.400 mm (Okayama) 2.450 mm                         | 2.300 mm                                            | 2.300 mm                                            | 2.300 mm                                            | 2.300 mm                      |
| Wagenkastenhöhe:                                    | 3.390 mm                                            | 3.047 mm                                            | 3.290 mm                                            | 3.290 mm                                            | 3.290 mm                                            |                               |
| Bodenhöhe:                                          | 350 mm                                              | 350 mm                                              | 350 mm                                              | 350 mm                                              | 360 mm                                              |                               |
| Einstiegshöhe:                                      | 300 mm                                              | 300 mm                                              | 300 mm                                              | 300 mm                                              | 300 mm                                              | 300 mm                        |
| Achsstand:                                          | 1.850 mm                                            | 1.850 mm                                            | 1.850 mm                                            | 1.850 mm                                            | 1.850 mm                                            |                               |
| Raddurchmesser:                                     | 650 mm                                              | 650 mm                                              | 662 mm                                              | 662 mm                                              | 662 mm                                              |                               |
| Sitzplätze:                                         | 24                                                  | 20 (Okayama) 30                                     | 58 (N) 62 (M) 60 (S)                                | 46, 50*                                             | 82–85                                               |                               |
| Stehplätze:                                         | ca. 36                                              | 65 (Okayama) 50                                     | 87–97                                               | 97–104                                              | 123–132                                             |                               |
| Antriebsleistung:                                   | 2×100 kW                                            | 2×100 kW                                            | 3×100 kW (N,M) 3×95 kW (S)                          | 3×100 kW                                            | 4×84 kW                                             |                               |
| Höchstgeschwindigkeit:                              | 70 km/h                                             | 70 km/h                                             | 70 km/h                                             | 70 km/h                                             | 70 km/h                                             |                               |
| Gewicht:                                            | 21.000 kg                                           | 21.000 kg                                           | 31.000 kg (N) 29.000 kg (M) 29.900 kg (S)           | 31.500 kg (M) 31.600 kg (N)                         | 36.500 kg oder 38.000 kg                            |                               |

### Meterspur (GT6M)
| Stadt                   | Einrich- tungstyp | Zweirich- tungstyp | Gesamt |
| ----------------------- | ----------------- | ------------------ | ------ |
| Augsburg (GT6M)         | 11                | 0                  | 11     |
| Frankfurt (Oder) (GT6M) | 8                 | 0                  | 8      |
| Jena (GT6M-ZR)          | 0                 | 33                 | 33     |
| Mainz (GT6M-ZR)         | 0                 | 16                 | 16     |
| Zwickau (GT6M)          | 12                | 0                  | 12     |
| Gesamt                  | 31                | 49                 | 80     |

#### GT6M in Augsburg
Am 29. Januar 1993 wurde ein Prototyp (MAN/AEG) vom GT6M nach Augsburg geliefert, der die Nummer 601 erhielt. Er wurde am 27. Juli 1993 vom TÜV Süd für den Linienverkehr freigegeben. Ursprünglich sollte der Prototyp an die Augsburger Serienfahrzeuge angeglichen werden. Nachdem der Wagen aber am 7. Dezember 1995 einen schweren Unfall im Frontbereich gehabt hatte, wurde dieses Vorhaben verworfen. Der Schaden hätte repariert werden können. Man entschied sich jedoch dann doch für ein Ersatzfahrzeug aus der Serienproduktion. Daraufhin wurde der Prototyp ausgemustert und am 23. Dezember 1995 an den Hersteller nach Nürnberg zurückgegeben. 2001 kam das Fahrzeug zu Siemens nach Krefeld. Der weitere Verbleib des Fahrzeugs ist unbekannt. Die Augsburger Bestellung wurde am 18. Dezember 1995 von zehn Fahrzeugen, um ein Fahrzeug, auf elf Fahrzeuge (Adtranz) erhöht. Bis Ende Oktober 1996 wurde die Auslieferung von elf Fahrzeugen abgeschlossen. 611 war ursprünglich als vierteiliges, also als achtachsiges Fahrzeug (GT8M) geplant. Dieses Vorhaben wurde jedoch verworfen.
Aufgrund des problematischen Kurvenverhaltens sowie der sehr geringen Fahrzeugkapazität wurden keine weiteren GT6 für Augsburg geordert.
Von 2013 bis 2015 lief die Modernisierung aller elf Fahrzeuge, dabei wurden neue Haltestangen, neue Polsterbezüge und TFT-Bildschirme verbaut.
Ab 2023 wird die gesamte Serie für rund 245.000 Euro je Fahrzeug nach Zagreb verkauft.

#### GT6M in Frankfurt (Oder)

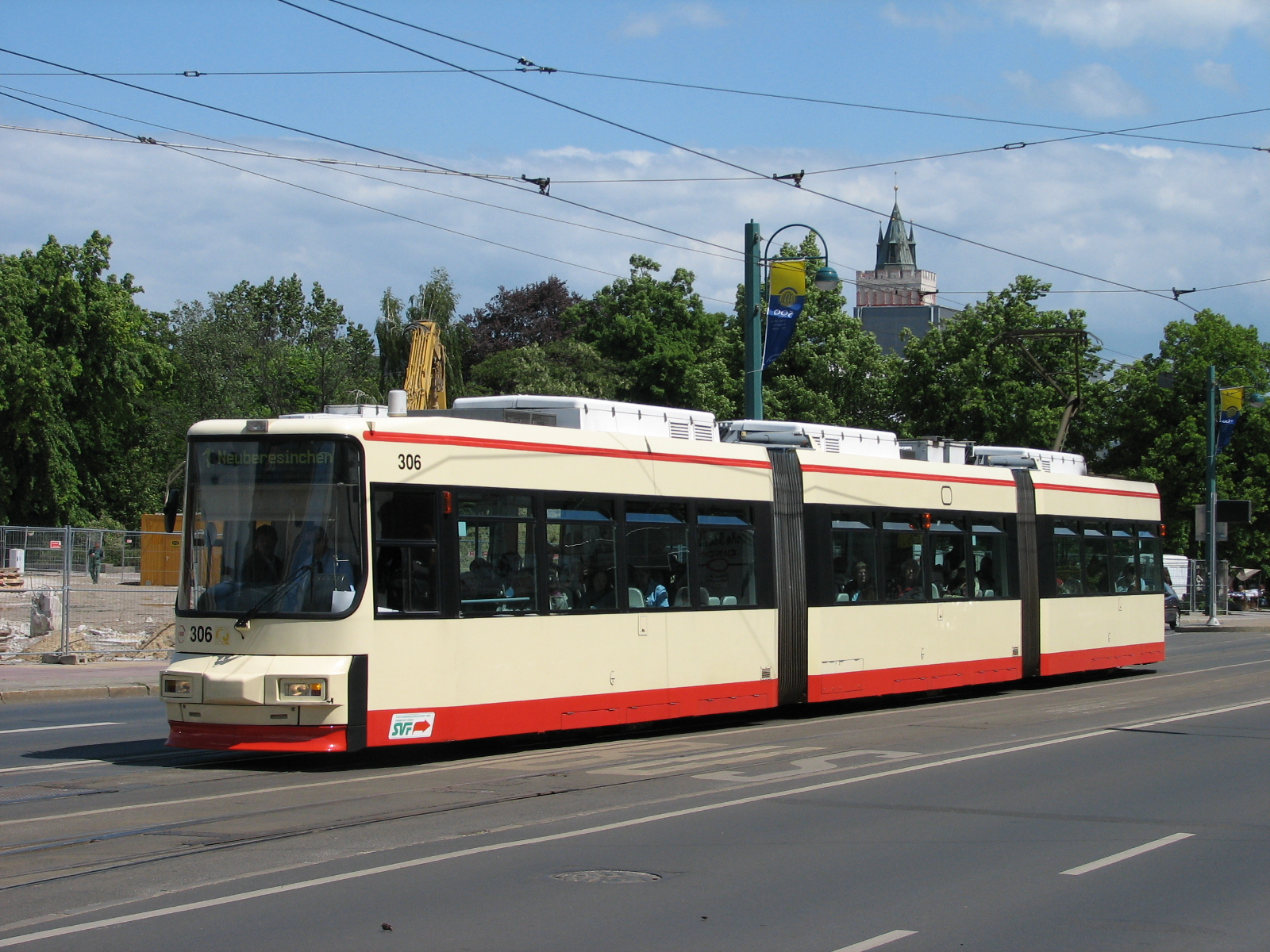
Typ GT6M in Frankfurt (Oder)

Im September 1993 war ein Triebwagen aus Zwickau (die SVZ haben zwölf GT6M von MAN) zu Testfahrten in Frankfurt. 1994 wurden zwei Triebwagen und 1995 wurden sechs Triebwagen geliefert (MAN/AEG). Vom 26. März 1994 bis zum 25. April 1994 war der Wagen 303 zu Testzwecken in Helsinki. 2004 wurde das erste Fahrzeug (Tw 303) umlackiert (lindgrün). Weitere sollen folgen. Die Option auf weitere fünf Fahrzeuge wurde nicht eingelöst.

#### GT6M-NF in Zwickau
weitere Infos im Artikel Straßenbahn Zwickau

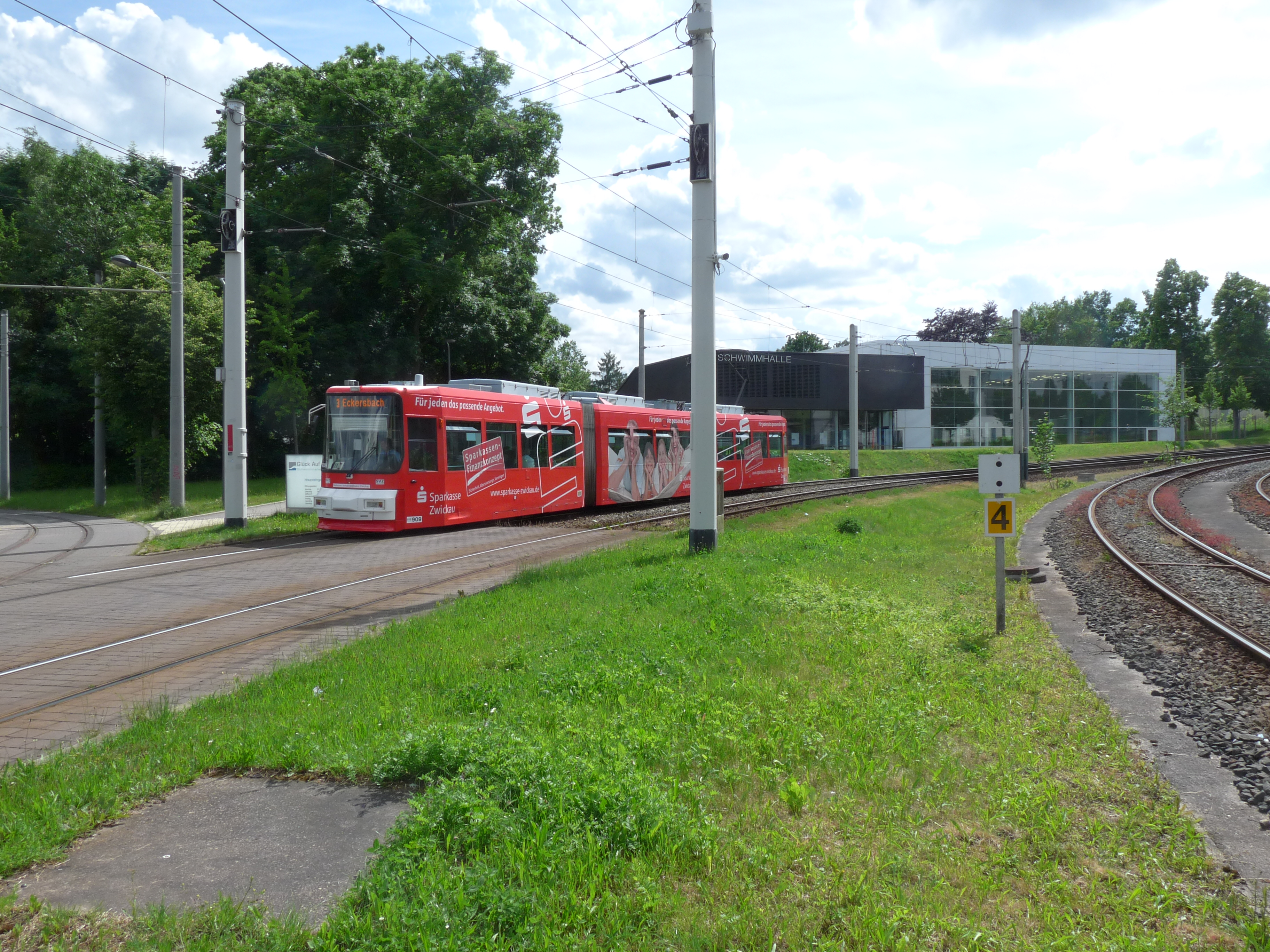
Typ GT6M in Zwickau

Die GT6M sind in Zwickau seit 1993 in Betrieb. 1994 mussten wegen einer Entgleisung eines Fahrzeuges alle zwölf Fahrzeuge bis zur Klärung der Ursache außer Betrieb genommen werden. Ansonsten betreiben die Städtischen Verkehrsbetriebe Zwickau (SVZ) die Fahrzeuge ohne weitere Störungen. Jena und Frankfurt (Oder) testeten in den 1990er-Jahren den Wagen 901 der SVZ auf ihren Liniennetzen.
Aufgrund der Gebrauchsspuren entschieden sich die SVZ dafür, die zwölf Niederflurwagen zu modernisieren. Im Juli 2019 traf der Triebwagen 907 als erster modernisierter Wagen in Zwickau ein. Es wurden technische Komponenten instand gesetzt, erneuert sowie der Fahrgastraum neu gestaltet. Außerdem fanden Anpassungen an die Barrierefreiheit in den Fahrzeugen statt. Ein Einsatz für mindestens weitere 16, max. 20 Jahre ist geplant.

#### GT6M-ZR in Jena

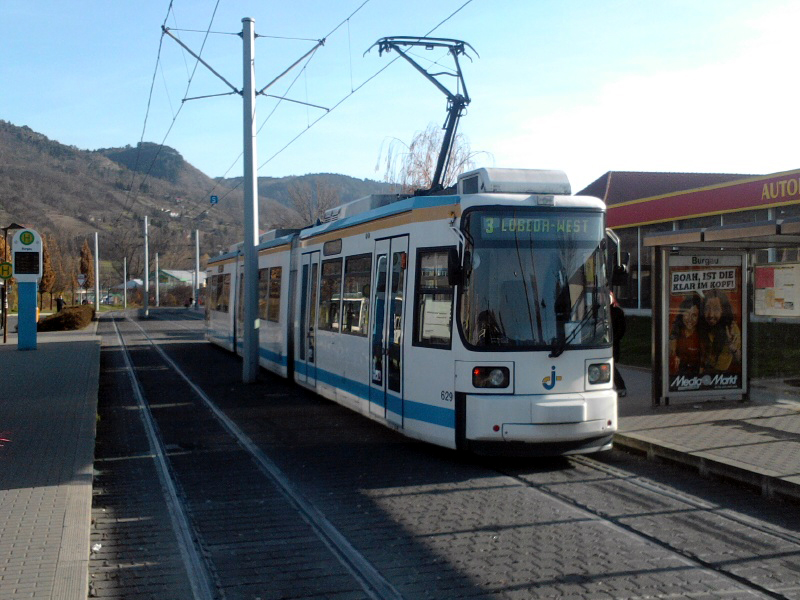
Typ GT6M-ZR in Jena

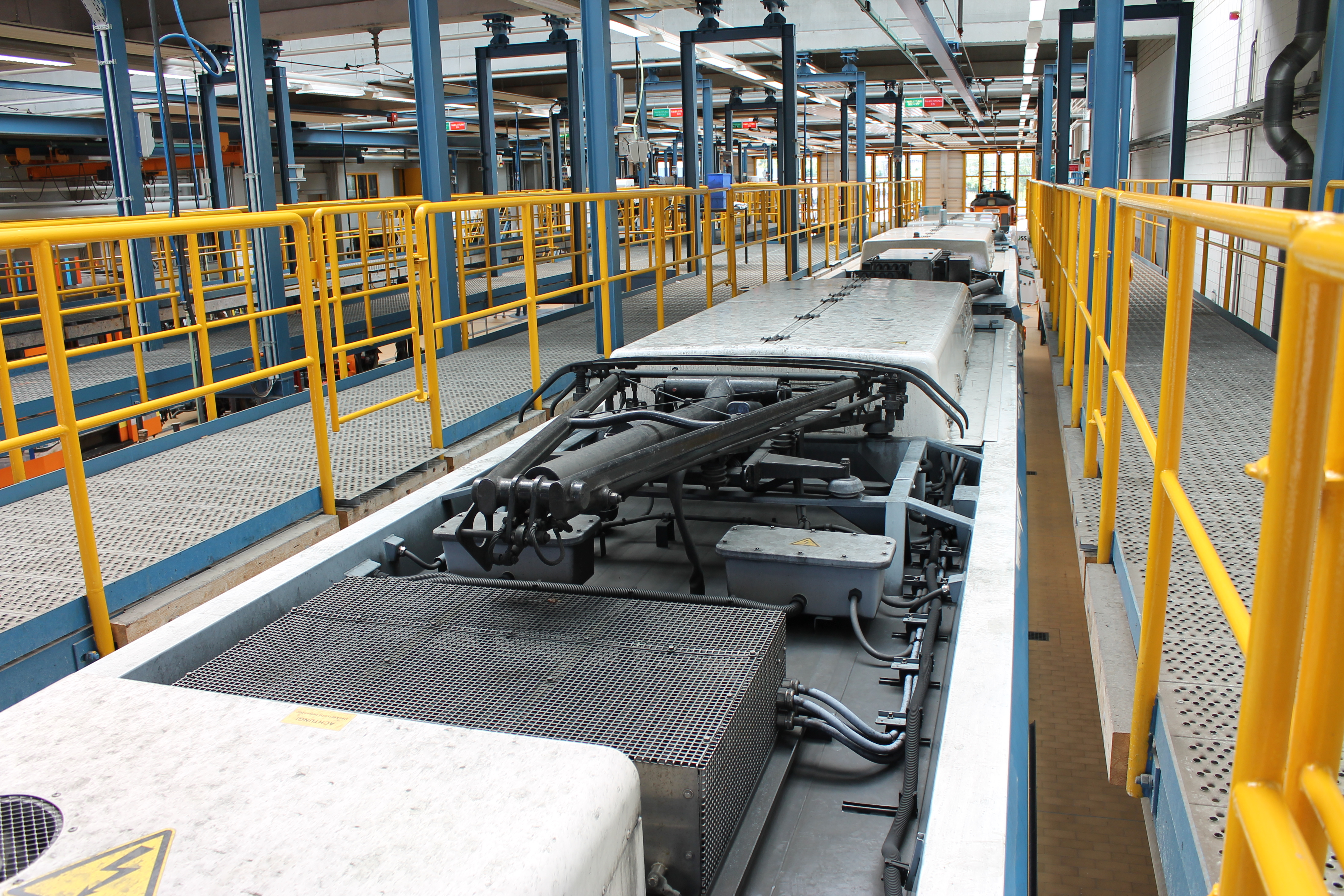
Dach eines GT6M-ZR in der Betriebshalle Jena-Burgau

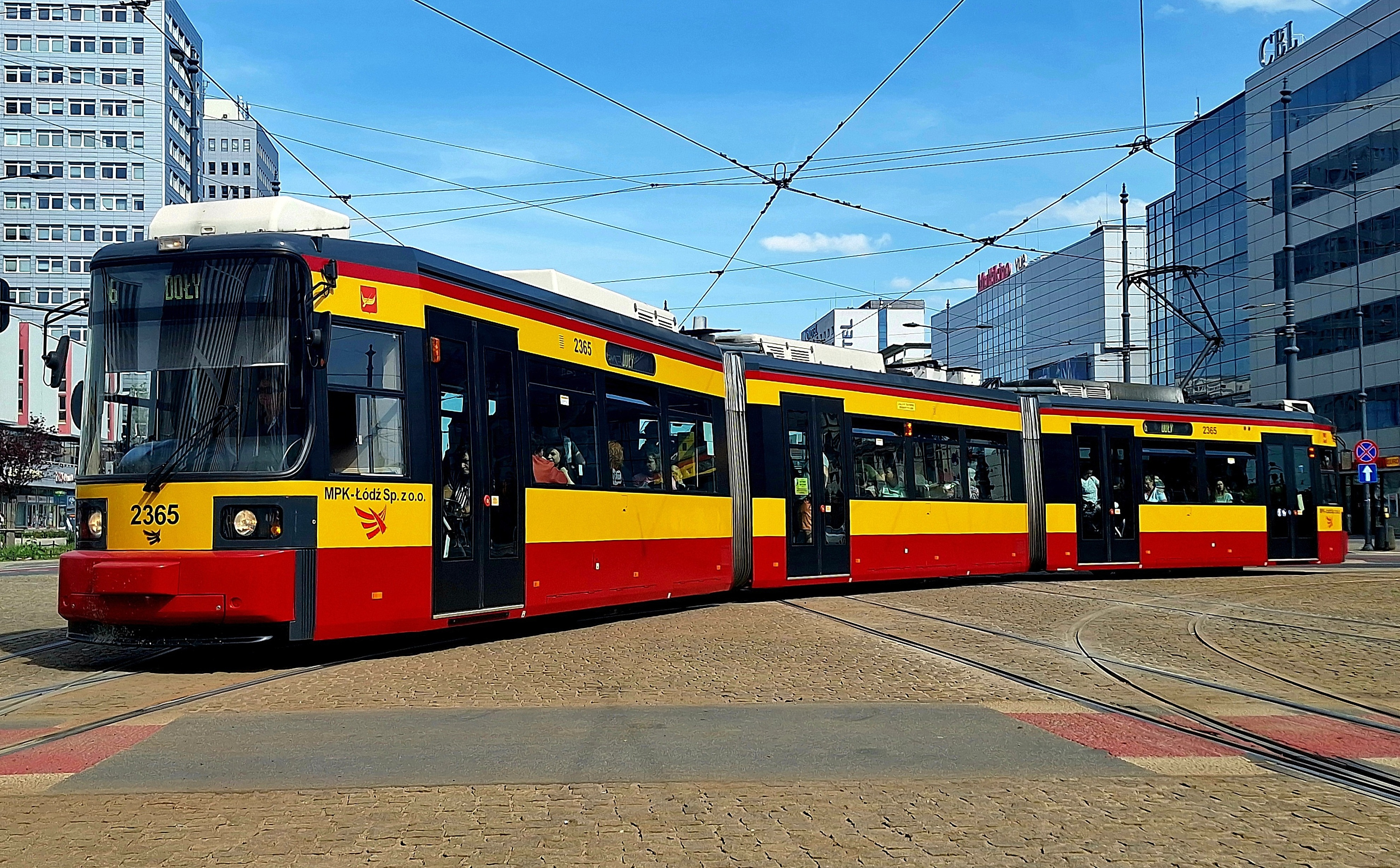
Typ GT6M-ZR in Łódź

33 Fahrzeuge vom Typ GT6M-ZR waren in Jena im Einsatz. Zehn von ihnen sind von AEG (601–610), neun weitere sind von Adtranz (Nr. 611–619) und 14 von Bombardier (Nr. 620–633) gebaut worden. Diese Triebwagen sind Zweirichtungsfahrzeuge.
Diese Fahrzeuge lösten die Gotha- und Rekowagen am 12. Juli 2003 nach einer Einsatzdauer von über 30 Jahren ab. Das erste Fahrzeug mit der Nummer 601 wurde 1995 in Jena angeliefert. 1996 folgten neun weitere Fahrzeuge. Damit war die Lieferung von AEG abgeschlossen. 1997 folgte dann die Lieferung von neun Fahrzeugen von Adtranz. Diese reichten jedoch nicht aus, um die alten Gotha- und Rekowagen (der Typen ET 57/EB 57 und TZ 70/1/BZ 70/1) aus dem Betrieb zu nehmen. 2002 und 2003 erfolgte dann die Lieferung von Bombardier.
Ab Herbst 2023 wurden zunächst zehn Fahrzeuge der Baujahre bis 1997 mit hohen Laufleistungen für etwa 30.000 Euro je Stück nach Łódź verkauft, da Jena geräumigere Fahrzeuge beschafft. Im ersten Quartal 2025 sollen acht weitere Wagen folgen.

### Normalspur (GT4N/GT6N/GT8N)
| Stadt                 | Einrich- tungstyp            | Zweirich- tungstyp | Gesamt |
| --------------------- | ---------------------------- | ------------------ | ------ |
| Berlin (GT6N/GT6N-ZR) | 105                          | 45                 | 150    |
| Bremen (GT8N)         | 78                           | 0                  | 78     |
| München (GT6N/R2.2)   | 70                           | 0                  | 70     |
| Norrköping (GT6N)     | 4 (1 ex Bremen 3 ex München) | 0                  | 4      |
| Nürnberg (GT6N)       | 14                           | 0                  | 14     |
| Kumamoto (GT4N-ZR)    | 0                            | 7                  | 7      |
| Gesamt                | 271                          | 52                 | 323    |

#### GT6N und GT6N-ZR in Berlin

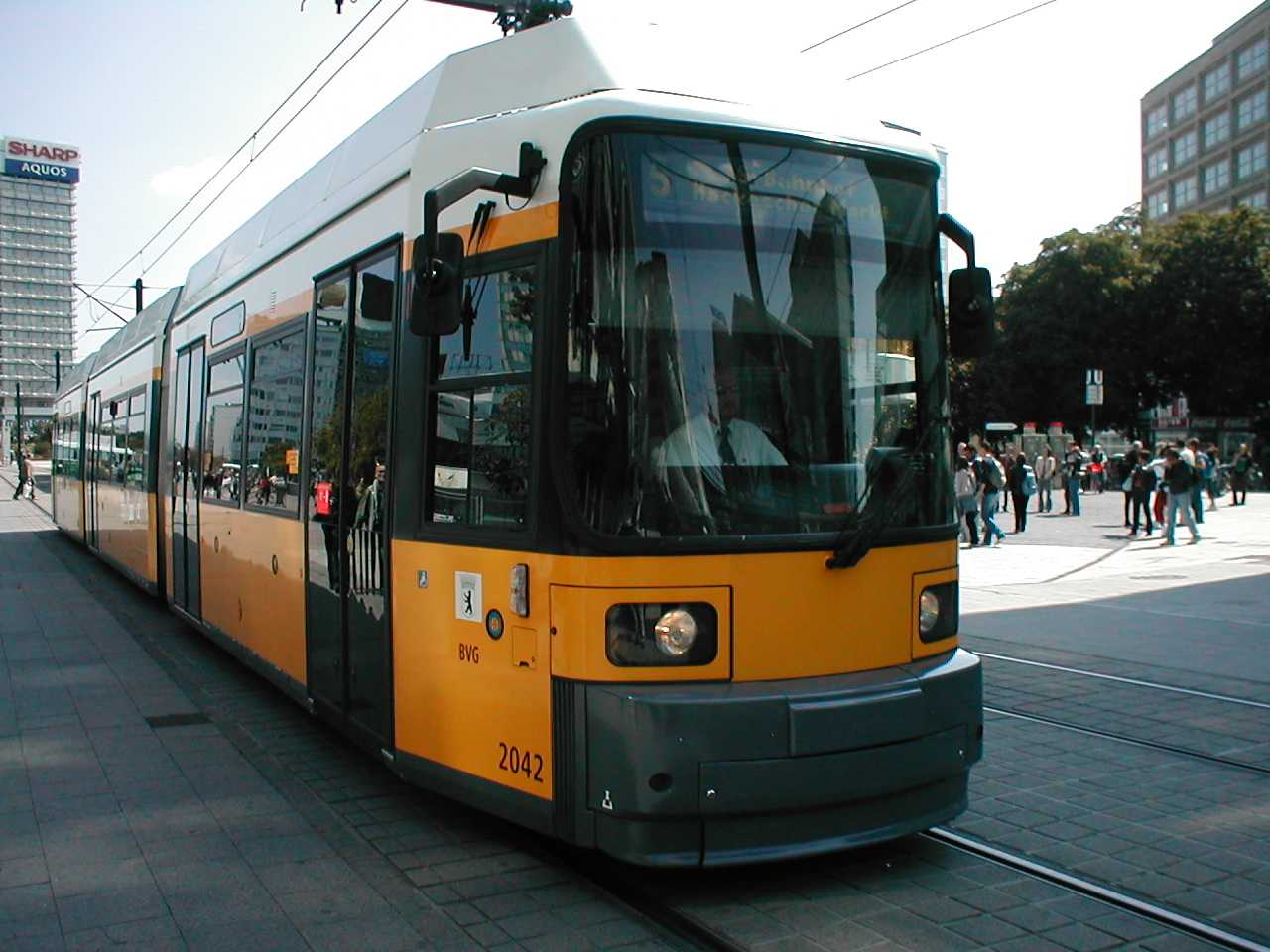
Typ GT6N-ZR (4. Serie) in Berlin

Am 20. Oktober 1992 wurden die Rahmenbedingungen zur Beschaffung von 120 Straßenbahnwagen beschlossen. Der erste Wagen mit der Nummer 1001 wurde am 23. August 1994 an die Berliner Verkehrsbetriebe (BVG) angeliefert. Da es bei den ersten Fahrgasteinsätzen zu Problemen kam, erfolgte der nächste planmäßige Einsatz erst am 14. November 1994. Die erste Serie umfasste 29 Einrichtungswagen. Die zweite Serie umfasste 41 Einrichtungswagen. Die dritte Serie umfasste 45 Einrichtungswagen und 15 Zweirichtungswagen. Die vierte Serie umfasst 30 Zweirichtungswagen. Am 2. April 2003 wurde der letzte Wagen geliefert. Die letzte Serie besaß im Vergleich zu den bisherigen Lieferungen folgende Änderungen:
- Klimaanlage auch für den Fahrgastraum
- getönte Fensterscheiben im Fahrgastraum
- hochgezogene Dachblende um den gesamten Wagen herum
- gläserne Fahrerkabinenrückwand
- vollverglaste Türen
- LCD-Zugzielanzeige mit Kameras zur Videoüberwachung
- schallabsorbierende Matten im gesamten Unterbodenbereich
- elektrisch höhenverstellbare Fußtaster im Fahrerraum

Im Februar 2004 machte die Straßenbahn Norrköping (Schweden) Berlin das Angebot für 9 Millionen Euro fünf Niederflurfahrzeuge zu kaufen, davon wären zwei vom Typ GT6N und drei vom Typ GT6N-ZR gewesen. Berlin lehnte den Verkauf aber ab.

#### GT8N in Bremen

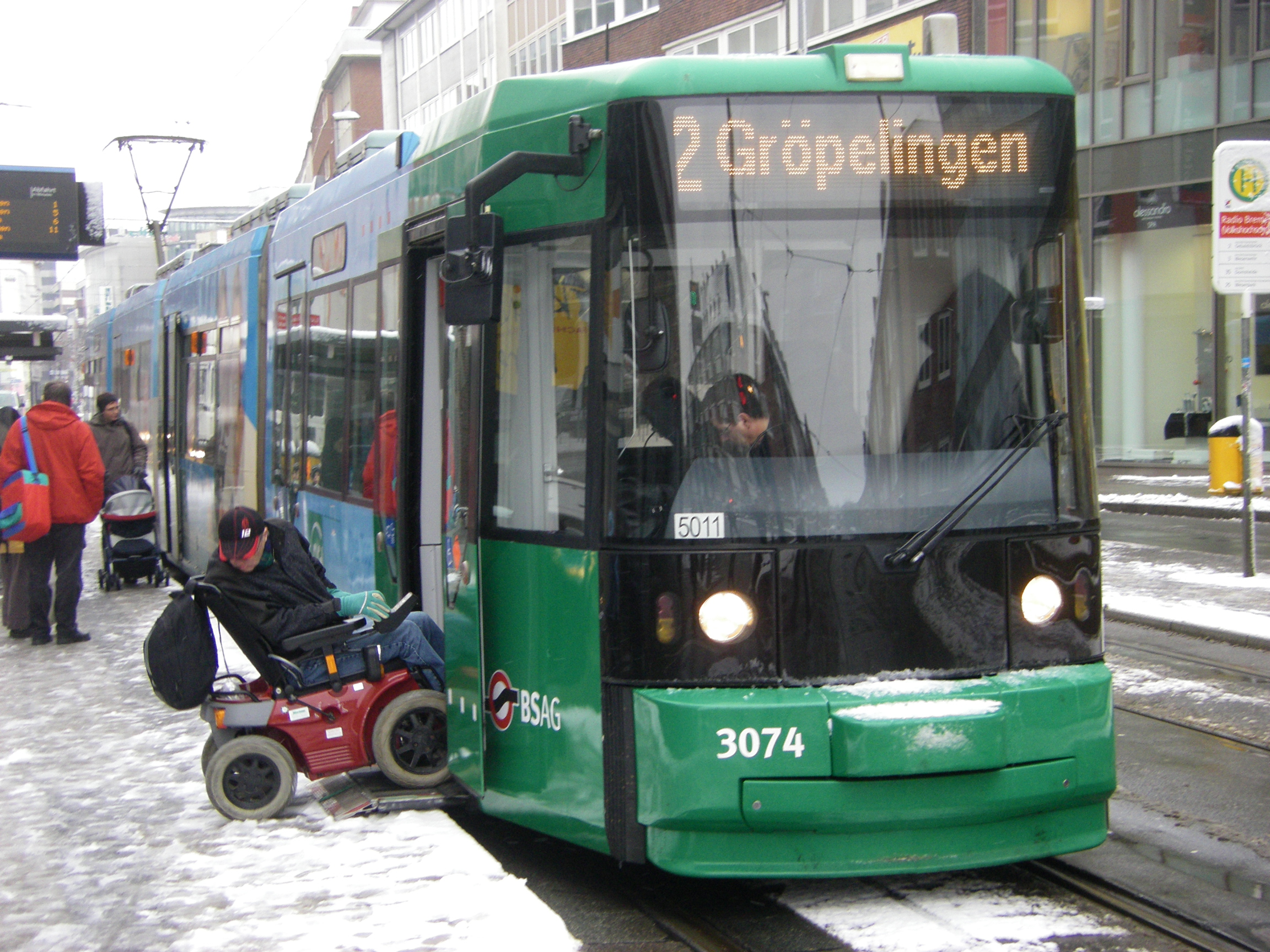
GT8N in Bremen

Nachdem bereits seit Juli 1990 ein Prototyp des Typs GT6N mit der Nummer 801 (später 3801) im Linieneinsatz gestanden war, entschied man sich für die Bestellung von 78 Straßenbahnen des Typs GT8N. Am 9. Oktober 1993 traf die erste vierteilige Niederflurstraßenbahn mit der Nummer 3001 in Bremen ein. Ein paar Tage später am 15. Oktober wurde sie der Öffentlichkeit vorgestellt. Auffallend ist der Hublift an der ersten Tür. Die Auslieferung der Serie zog sich bis 1996 hin. Das Fahrzeug mit der Nummer 3067 schied im Jahr 2001 unfallbedingt aus. Die GT8N lösten die alten Hansa-Wagen ab und wurden auf allen Bremer Straßenbahnlinien eingesetzt.
Zwischen 2007 und 2012 wurden die Fahrzeuge modernisiert, dabei wurden die Fahrzeuge an das Design der Nachfolgergeneration GT8N-1 Bremen angepasst. 33 Fahrzeuge wurden mechanisch modernisiert. 17 Fahrzeuge wurden elektrisch modernisiert und erhielten eine neue Antriebstechnik mit IGBT-Traktionsumrichtern. Knapp 50 Fahrzeuge erhielten neues Sitzpolster. 63 Fahrzeuge bekamen eine komplette Fahrertür, ähnlich wie die GT6N in Berlin. Alle Fahrzeuge wurden bis 2012 mit TFT-Innenanzeigen und LED-Außenanzeigen ausgestattet.
Zwischen Herbst 2014 und Sommer 2016 mussten kurzfristig viele Fahrzeuge aufgrund von Rissen an den Drehgestellen und den Wagenkästen abgestellt werden. Der Straßenbahnbetrieb musste während dieser Zeit ausgedünnt werden. Nachdem die Fahrzeuge umfangreiche Drehgestell- und Wagenkastensanierungen hinter sich gehabt hatten, gingen sie ab dem 2. Halbjahr 2016 wieder in den Einsatz. Eine Sanierung der 77 Fahrzeuge stellte sich als unwirtschaftlich heraus, woraufhin im Herbst 2016 mit der Ersatzbeschaffung von 67 Fahrzeugen begonnen wurde. Zehn GT8N sollten durch eine umfangreiche Modernisierung weitere 20 Jahre im Einsatz bleiben. Im Januar 2018 entschied man sich, aufgrund eines guten Angebots von Siemens, weitere zehn Neufahrzeuge zu beschaffen und die GT8N-Fahrzeuge komplett auszumustern. Im Januar 2020 begann die Verschrottung der Fahrzeuge. Der Einsatz im Linienverkehr endete im April 2025.

#### GT6N in Nürnberg

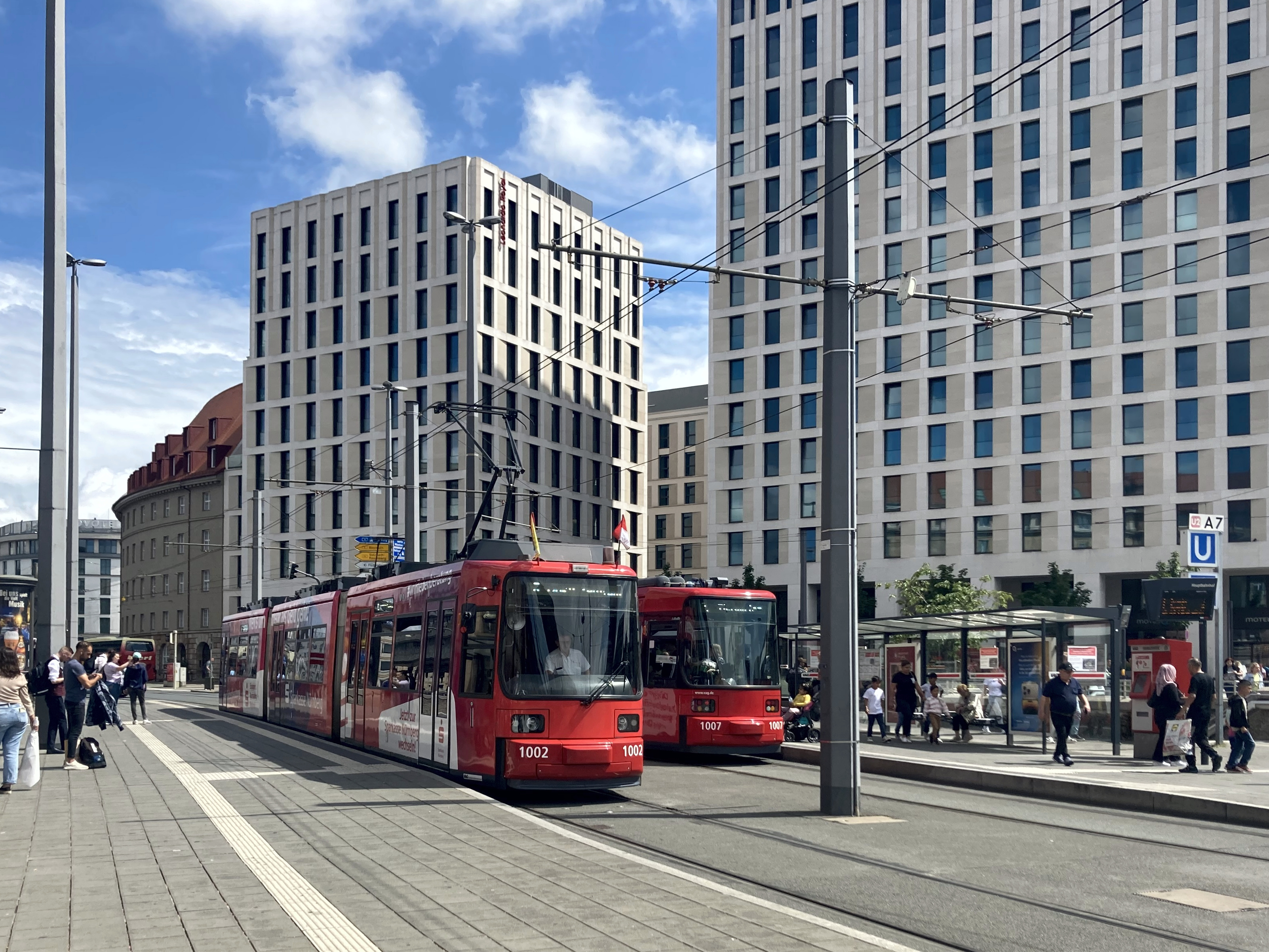
GT6N in Nürnberg

Im Oktober 1993 wurden 14 Triebwagen vom Typ GT6N mit einer Option auf weitere 26 Wagen bestellt, nachdem bereits 1992 einer der Münchner Normalspur-Prototypen (MVG R 1.1) auf dem Nürnberger Streckennetz Testfahrten absolviert hatte. Im September 1995 wurde das erste Fahrzeug untern dem Markennamen „CityBahn“ der Öffentlichkeit präsentiert, bis Ende Juli 1996 war die Auslieferung der in das VAG-Nummernschema als Serie 1000 eingeordneten Triebwagen 1001–1014 abgeschlossen. Im März und April 1997 wurde der Niederflurwagen 1010 an ADtranz ausgeliehen; der mittlere Wagenteil wurde entfernt und durch zwei andere Teile ersetzt. Dabei entstand ein vierteiliges Fahrzeug, bei dem eine neuartige Gelenkkonstruktion für den Nachfolgetyp GT8N2 erprobt wurde. Dieser wurde dann ab 1998 in 26 Einheiten beschafft.
Seit 2018 modernisiert die VAG Nürnberg ihre Straßenbahntriebwagen, darunter auch den Typ GT6N. Die Fahrzeuge erhalten ein neues Innendesign und werden technisch auf den aktuellen Stand gebracht. Auch die Barrierefreiheit wurde verbessert.

#### GT6N in München

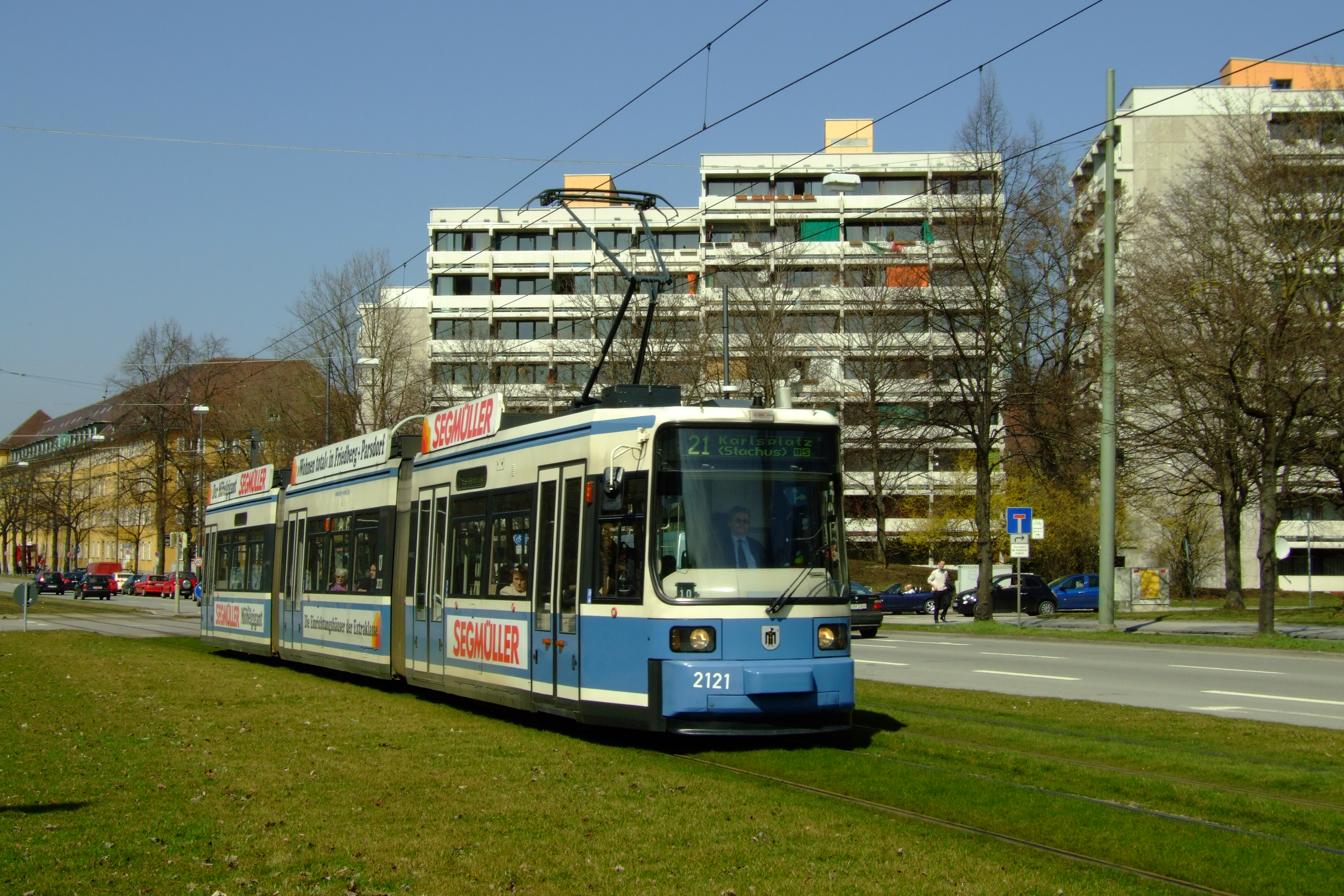
GT6N als R 2.2 in München

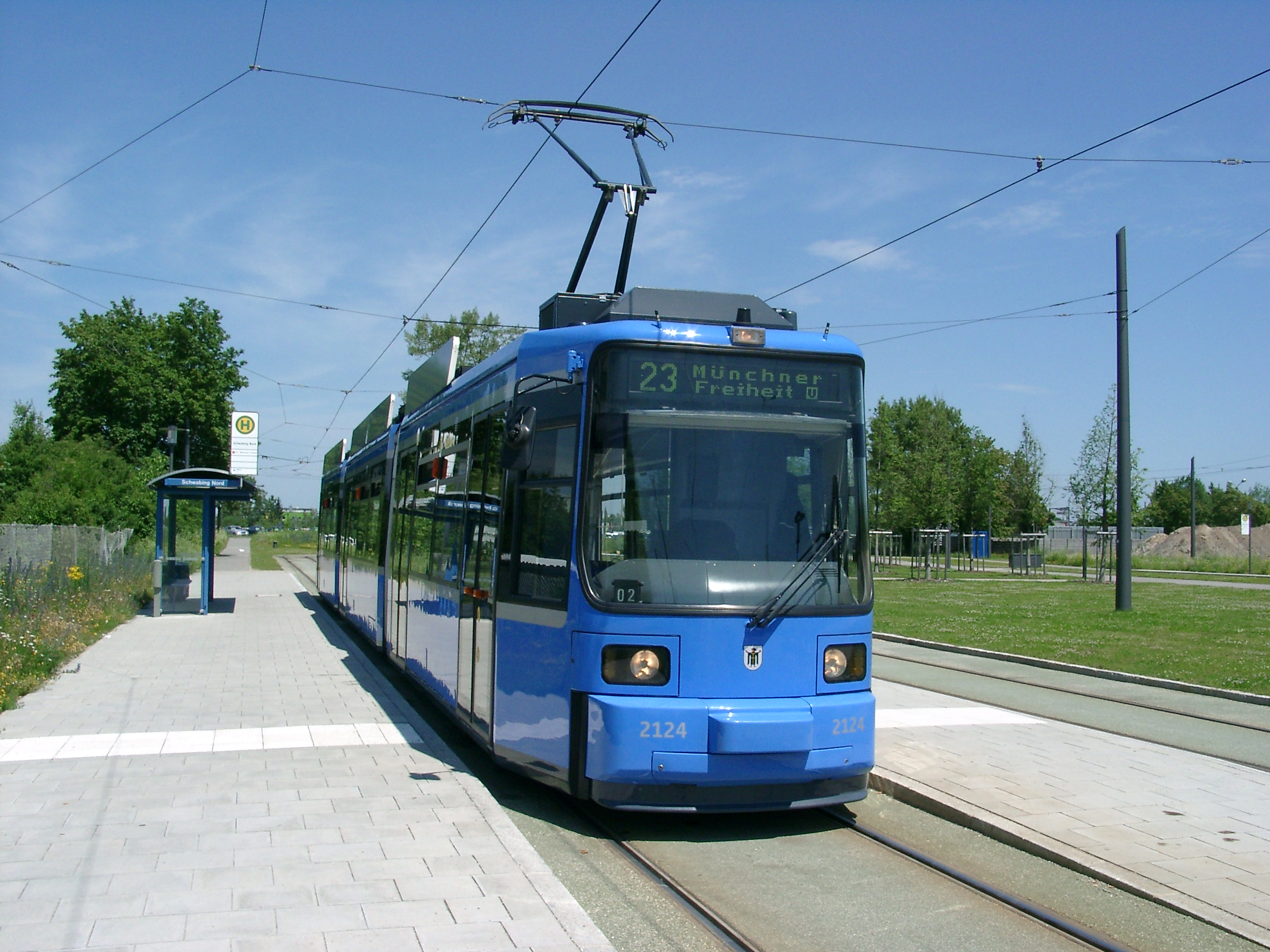
GT6N als R 2.2b in München

Nachdem sich die Prototypen der Baureihe R 1.1 (3 GT6N-Prototypen mit den Wagennummern 2701 bis 2703) bewährt hatten, wurde aus ihnen der Serien-Typ R 2.2 entwickelt. Am 31. März 1992 bestellte die Stadt München siebzig GT6N mit den Wagennummern 2101 bis 2170. Im Mai/Juni 1997 waren die Fahrzeuge komplett ausgeliefert.
Von 2009 bis 2013 und 2015 bis 2016 wurden 55 der insgesamt 70 Fahrzeuge modernisiert, damit sollen diese weitere 20 Jahre einsatzfähig bleiben.

#### GT4N in Kumamoto

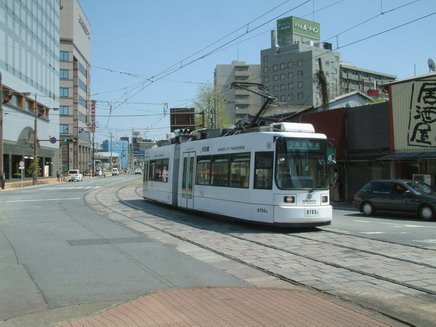
Typ GT4N-ZR in Kumamoto

Im Oktober 1996 erhielt Adtranz Deutschland gemeinsam mit der japanischen Firma Niigata Transys den Auftrag, für den Straßenbahnbetrieb der Stadt Kumamoto zwei zweiteilige Niederflur-Triebwagen vom Typ GT4N zu bauen. Adtranz fertigte die Elektrik/Elektronik und die Drehgestelle sowie zusammen mit Niigata Transys den Wagenkasten. Mitsubishi Electric lieferte die Klimaanlage, gleichzeitig übernahm dieses Unternehmen den Service für Adtranz. Am 26. April 1997 traf der erste Niederflur-Straßenbahnwagen Japans in Kumamoto ein und ist seitdem unter der lokalen Typenbezeichnung 9700形 (Baureihe 9700) im Einsatz. Im Mai 1998 wurden bei Adtranz zwei weitere typengleiche Triebwagen bestellt. Seit Juli 1999 sind sie im Einsatz. Am 6. März 2001 trafen nach einer erneuten Nachbestellung zwei weitere Triebwagen ein.
Im Jahr 2009 wurde ein weiteres Fahrzeug des Typs GT4N-ZR (0800形) ausgeliefert. Das neue Modell unterscheidet sich allerdings grundlegend in seinem Außen- und Innendesign von den Ursprungsfahrzeugen.

### Kapspur / 1100-mm-Spur (GT4K/GT6S)
| Stadt               | Einrich- tungstyp | Zweirich- tungstyp | Gesamt |
| ------------------- | ----------------- | ------------------ | ------ |
| Braunschweig (GT6S) | 12                | 0                  | 12     |
| Takaoka (GT4K-ZR)   | 0                 | 4                  | 4      |
| Okayama (GT4K-ZR)   | 0                 | 1                  | 1      |
| Toyama (GT4K-ZR)    | 0                 | 7                  | 7      |
| Gesamt              | 12                | 12                 | 24     |

#### GT4K-ZR in Japan

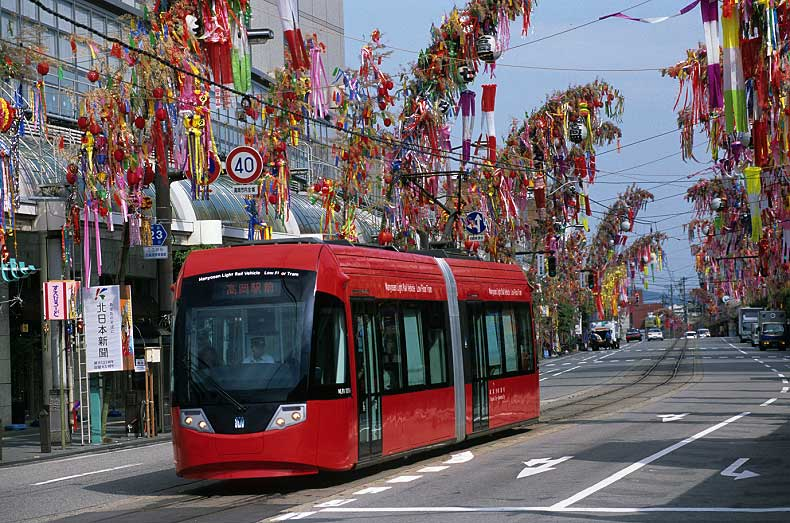
GT4K-ZR (MLRV1000) in Takaoka

Nachdem Niigata Transys gemeinsam mit Adtranz für die Stadt Kumamoto normalspurige Fahrzeuge erfolgreich ausgeliefert hatte, wurden für weitere japanische Städte GT4-Züge in Kapspurweite hergestellt. Im Jahr 2002 wurde nach Okayama ein einziges Fahrzeug ausgeliefert, das dort als Baureihe „9200形 MOMO“ (MOMO = Pfirsich) seither eingesetzt wird. In den Jahren 2003 bis 2004 sowie 2006 lieferte Niigata Transys vier Fahrzeuge nach Takaoka. Im selben Jahr erfolgte die Auslieferung von sieben Zügen nach Toyama. Das Design der Fahrzeuge der einzelnen Städte ist individualisiert. So gewann das Takaokaer Fahrzeug 2004 den japanischen Good Design Award.

#### GT6S in Braunschweig

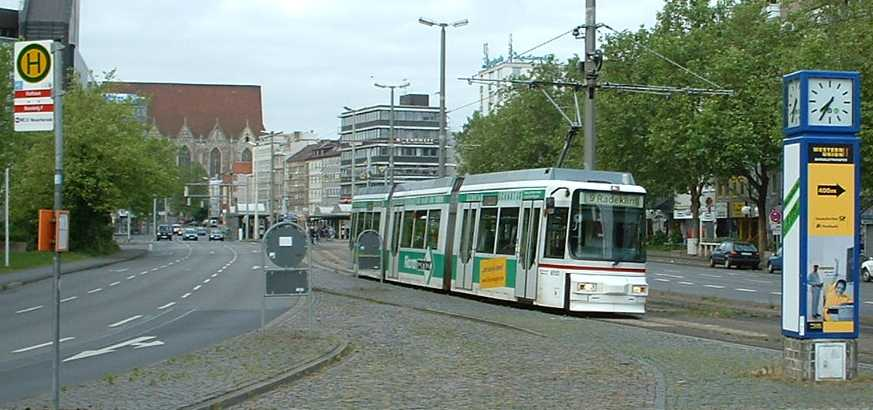
Typ GT6S in Braunschweig

Im Juni 1992 wurden 12 GT6S bestellt. Am 1. Februar 1995 wurde der erste Triebwagen geliefert, der letzte traf am 18. August 1995 ein. Die Fahrerausbildung auf den zwölf neuen Niederflur-Triebwagen begann am 12. September 1995. Der erste Fahrgasteinsatz war am 22. Oktober 1995. Nach einigen technischen Problemen fahren die Triebwagen planmäßig.
Im Herbst 2008 haben alle 12 GT6S LED-Außenanzeigen bekommen. Von 2010 bis 2012 wurden die Fahrzeuge modernisiert und erhielten neue Fußböden und neue Sitzpolster. Zwischen 2015 und 2018 wurden alle Fahrzeuge an das Lack-Design der Nachfolgergeneration GT8S Braunschweig angepasst.

## Zweite Generation
| GT8N2                  | GT8N2                          | GT8N2                          |
| ---------------------- | ------------------------------ | ------------------------------ |
| Stadt:                 | München                        | Nürnberg                       |
| Bezeichnung:           | R3.3                           | GT8N                           |
| Baujahre:              | 1999–2001                      | 1999–2000                      |
| Anzahl:                | 20                             | 26                             |
| Hersteller:            | Adtranz, Siemens               | Adtranz, Siemens               |
| Wagenkastenlänge:      | 36.580 mm                      | 36.580 mm                      |
| Wagenkastenbreite:     | 2.300 mm                       | 2.300 mm                       |
| Wagenkastenhöhe:       | 3.313 mm                       | 3.313 mm                       |
| Bodenhöhe:             | 360 mm                         | 360 mm                         |
| Einstiegshöhe:         | 300 mm                         | 300 mm                         |
| Achsstand:             | 2.000 mm                       | 2.000 mm                       |
| Raddurchmesser:        | 650 mm                         | 650 mm                         |
| Sitzplätze:            | 67                             | 73                             |
| Stehplätze:            | 151                            | 145                            |
| Antriebsleistung:      | 4×120 kW = 480 kW              | 4×120 kW = 480 kW              |
| Höchstgeschwindigkeit: | 70 km/h (auf 60 km/h begrenzt) | 70 km/h (auf 60 km/h begrenzt) |
| Gewicht:               | 40.800 kg                      | 40.400 kg                      |

Die Erfahrungen, die man Mitte der 1990er Jahre mit den Fahrzeugen der ersten Generation (GTxN/M/S) machte, führten zur Konzeption einer überarbeiteten Version, die als GT8N2 bezeichnet wird. Wesentliche Vorgaben, die darin einflossen, sind:
- Kostenminimierung durch
  - Schnittstellenreduzierung im mechanischen Teil zwischen Rohbau, Ausbau und Ausrüstung sowie zwischen mechanischem Teil und elektrischer Ausrüstung
  - konsequente Standardisierung
  - leichtere Werkstoffe
- moderneres, funktionaleres und kundenorientiertes Design
- zusätzlicher Knickschutz bei Fahrt in der Geraden
- verbesserte Hüllkurve und Aufkletterschutz für Vierteiler bei Betrieben mit engen Gleisradien und S-Kurven

Beim Design fällt die neu gestaltete, kantigere Front auf, bei der nun ein von der Stirnscheibe abgetrennter, leicht nach vorn geneigter Zielkasten vorgesehen ist, was die Blendwirkung reduziert. Die Front und andere Elemente können den Kundenwünschen frei gestaltet werden. Durch die veränderte Drehgestell-Konstruktion konnte die Beinfreiheit zwischen den Sitzen von 475 mm auf mindestens 600 mm gesteigert werden. Zur Gewichtsverminderung ging man von der klassischen geschweißten Stahlbauweise zu einer Aluminiumhybridbauweise über.
Mit dem Typ GT8N2 ist man technisch gesehen beim alten Prinzip des Gelenkwagens mit Gelenkbeiwagen, allerdings mit dem Unterschied fahrgastfreundlicher Übergänge, angekommen. Die leichte Trennbarkeit der beiden Wagenhälften erleichtert die Wartung.

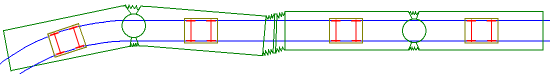
Fahrverhalten eines GT8N2 beim Kurveneinlauf

| Stadt           | Einrich- tungstyp | Zweirich- tungstyp | Gesamt |
| --------------- | ----------------- | ------------------ | ------ |
| München (R3.3)  | 20                | 0                  | 20     |
| Nürnberg (GT8N) | 26                | 0                  | 26     |
| Gesamt          | 46                | 0                  | 46     |

### GT8N2 in München

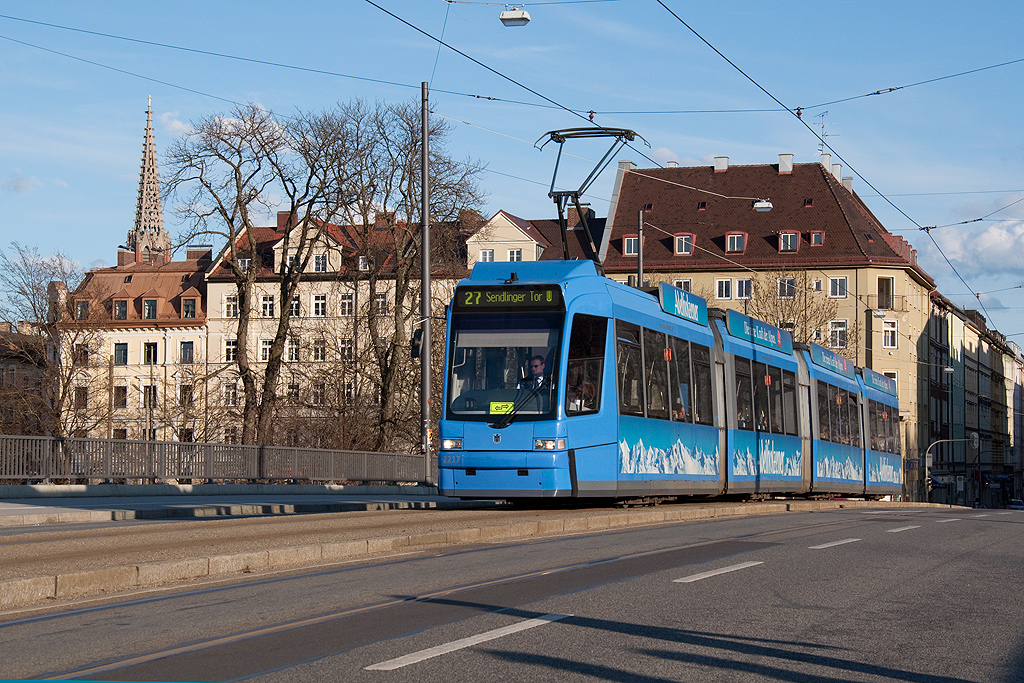
GT8N2 als R 3.3 auf der Münchner Reichenbachbrücke

Am 13. Februar 1996 wurde vom Stadtrat der Ankauf von 17 Triebwagen vom Typ GT8N2 beschlossen. Im Februar 1997 wurde diese Bestellung auf 20 Triebwagen aufgestockt. Am 10. Dezember 1999 traf der erste Triebwagen vom Typ GT8N2 ein. Seit dem 14. Februar 2000 sind die GT8N2 im täglichen Einsatz. Die Serie war im Oktober 2001 komplett ausgeliefert.

### GT8N2 in Nürnberg

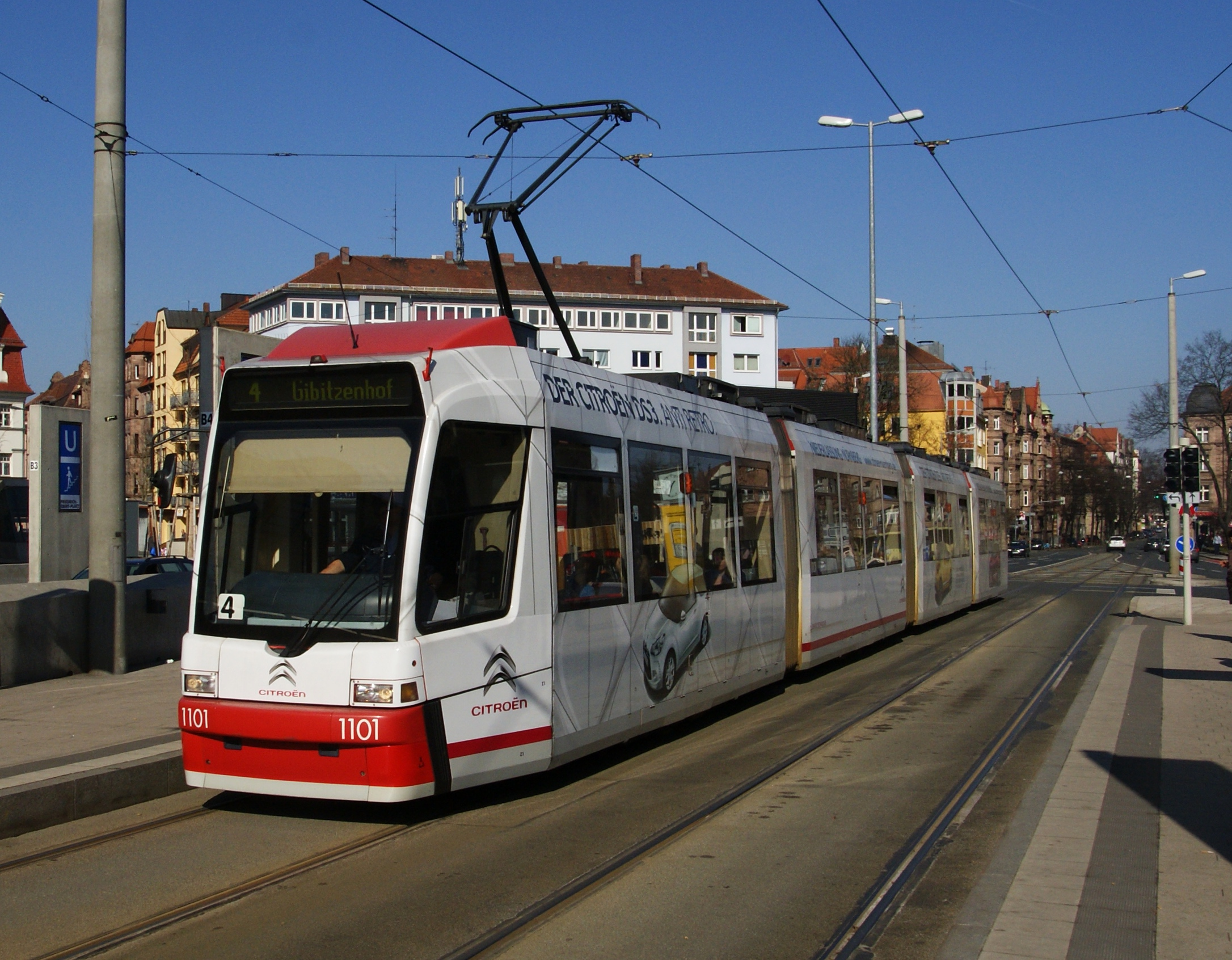
Typ GT8N2 (GT8N) in Nürnberg

Am 28. November 1998 kamen die ersten beiden vierteiligen Niederflurwagen GT8N2 nach Nürnberg. Bis Ende Februar 1999 wurden Einstellungs- und Probefahrten durchgeführt, danach kamen sie zu Komplettierungsarbeiten zurück ins Adtranz-Herstellerwerk. Seit ihrer schrittweisen Auslieferung im März 1999 sind alle Fahrzeuge im Linieneinsatz. Seit 2020 werden die Fahrzeuge, genau so wie die GT6N, nach und nach modernisiert.

## Dritte Generation
| Tramino (GT6M/GT8S)    | Tramino (GT6M/GT8S) | Tramino (GT6M/GT8S) |
| ---------------------- | ------------------- | ------------------- |
| Typ                    | GT6M                | GT8S                |
| Stadt:                 | Jena                | Braunschweig        |
| Bezeichnung:           | Tramino             | Tramino             |
| Baujahre:              | 2013                | 2014, 2019          |
| Anzahl:                | 5                   | 25                  |
| Hersteller:            | Solaris, Stadler    | Solaris, Stadler    |
| Wagenkastenlänge:      | 29.300 mm           | 35.740 mm           |
| Wagenkastenbreite:     | 2.300 mm            | 2.300 mm            |
| Bodenhöhe:             | 360 mm              | 360 mm              |
| Einstiegshöhe:         | 300 mm              | 300 mm              |
| Achsstand:             | 1.850 mm            | 1.850 mm            |
| Raddurchmesser:        | 650 mm              | 650 mm              |
| Sitzplätze:            | 54                  | 90, 80              |
| Stehplätze:            | 103                 | 121, 125            |
| Antriebsleistung:      | 4×90 kW             | 5×90 kW             |
| Höchstgeschwindigkeit: | 70 km/h             | 70 km/h             |
| Gewicht:               | - kg                | 50.800 kg           |

Nachdem Bombardier das Fahrzeugkonzept aus dem Programm genommen hatte, ging dies an Siemens. 2005 entstand mit dem Combino Plus der direkte Nachfolgertyp. Der Combino Plus wurde zwischen 2005 und 2007 mit insgesamt 64 Fahrzeugen vermarktet und anschließend zum Avenio weiterentwickelt. Siemens verwendet bei den Fahrzeugen jedoch ein grundlegend anderes Antriebskonzept.
Nachdem der GTxN/M/S/K nicht mehr durch Patente geschützt war, bot schließlich Solaris Fahrzeuge dieser Konzeption an und erhielt dafür 2011 und 2012 Aufträge aus Jena und Braunschweig für GT6M- bzw. GT8S-artige Fahrzeuge, die gemeinsam mit anderen Bauarten als Tramino vermarktet wurden. Das Antriebskonzept entspricht im Grundsatz den GTxN/M/S/K, jedoch sind die Drehgestelle symmetrisch belastet. Um dennoch ähnliche Adäsionsverhältnisse zu erreichen, sind in je einem Drehgestell beide Radsätze angetrieben. Solaris baute auch dreiteilige Kurzgelenkwagen für die Straßenbahn Olsztyn, welche jedoch wie Combino Plus und Avenio ein grundlegend anderes Antriebskonzept haben. Im Herbst 2018 ging die Straßenbahnproduktion von Solaris an Stadler Rail über. Zu diesem Zeitpunkt war eine zweite Braunschweiger Tramino-Serie bereits bestellt. Neue Aufträge für derartige Fahrzeuge gibt es seitdem jedoch nicht mehr.